# Parascotia fuliginaria
Parascotia fuliginaria — вид лускокрилих комах з родини еребід (Erebidae).

## Поширення
Вид поширений в Європі аж до Уральських гір, у Вірменії та Малій Азії та є інтродукованим видом у Північній Америці. Живе в листяних і змішаних лісах, парках і садах, особливо в тих, де ростуть старі дерева.

## Опис
Розмах крил 18-28 мм. Довжина передніх крил 11–14 мм. Зовні метелик більше схожий на п'ядунів, ніж на совок. І передні, і задні крила широкі, із закругленими кінчиками, колір основи чорно-сірий. За межами зовнішньої поперечної смуги та на тьмянішій хвилі смуги є жовтуватий колір. На крилах також є чорна центральна пляма. Луска крил легко знімається.

## Спосіб життя
Нічний метелик. Імаго літає з червня по жовтень залежно від місця розташування. Личинки живляться різними грибами, такими як Fomitopsis betulina, Trametes versicolor, а також лишайниками.